# Thoiry (Ain)
Pour les articles homonymes, voir Thoiry.
Thoiry est une commune française située dans la communauté de communes du Pays de Gex, dans le département de l'Ain, en région Auvergne-Rhône-Alpes.

## Géographie

### Localisation
Thoiry se situe au nord-est du département de l'Ain, dans le pays de Gex, au pied des monts Jura, à environ 10 km de Genève et 15 km de Gex.
L'altitude de la commune varie de 400 mètres (au sud de la commune, sur la frontière franco-suisse) à 1 720 mètres (au crêt de la Neige, point culminant du massif du Jura).

### Climat
Pour des articles plus généraux, voir Climat d'Auvergne-Rhône-Alpes et Climat de l'Ain.
En 2010, le climat de la commune est de type climat de montagne, selon une étude du CNRS s'appuyant sur une série de données couvrant la période 1971-2000. En 2020, Météo-France publie une typologie des climats de la France métropolitaine dans laquelle la commune est exposée à un climat de montagne ou de marges de montagne et est dans la région climatique Jura, caractérisée par une forte pluviométrie en toutes saisons (1 000 à 1 500 mm/an), des hivers rigoureux et un ensoleillement médiocre.
Pour la période 1971-2000, la température annuelle moyenne est de 10,1 °C, avec une amplitude thermique annuelle de 18,1 °C. Le cumul annuel moyen de précipitations est de 1 354 mm, avec 12 jours de précipitations en janvier et 9 jours en juillet. Pour la période 1991-2020, la température moyenne annuelle observée sur la station météorologique de Météo-France la plus proche, sur la commune de Cessy à 12 km à vol d'oiseau, est de 10,9 °C et le cumul annuel moyen de précipitations est de 1 063,2 mm,. Pour l'avenir, les paramètres climatiques de la commune estimés pour 2050 selon différents scénarios d'émission de gaz à effet de serre sont consultables sur un site dédié publié par Météo-France en novembre 2022.

### Voies de communication et transports

#### Transports en commun
Jusqu'en décembre 2018, la commune était desservie par la ligne de bus Y des Transports publics genevois (TPG). Cette ligne a depuis été remplacée par les lignes 66, et 68,. En outre, Thoiry est desservie par le car du TER 33 Ferney-Voltaire/Bellegarde-sur-Valserine.

## Urbanisme

### Typologie
Au 1er janvier 2024, Thoiry est catégorisée ceinture urbaine, selon la nouvelle grille communale de densité à 7 niveaux définie par l'Insee en 2022.
Elle appartient à l'unité urbaine de Genève (SUI)-Annemasse (partie française), une agglomération internationale dont elle est une commune de la banlieue,. Par ailleurs la commune fait partie de l'aire d'attraction de Genève - Annemasse (partie française), dont elle est une commune de la couronne,. Cette aire, qui regroupe 158 communes, est catégorisée dans les aires de 700 000 habitants ou plus (hors Paris),.

### Occupation des sols
L'occupation des sols de la commune, telle qu'elle ressort de la base de données européenne d’occupation biophysique des sols Corine Land Cover (CLC), est marquée par l'importance des forêts et milieux semi-naturels (56,7 % en 2018), une proportion identique à celle de 1990 (56,7 %). La répartition détaillée en 2018 est la suivante : 
forêts (37,1 %), zones agricoles hétérogènes (16 %), milieux à végétation arbustive et/ou herbacée (15,5 %), terres arables (9,9 %), zones urbanisées (8,7 %), prairies (7,5 %), espaces ouverts, sans ou avec peu de végétation (4,1 %), zones industrielles ou commerciales et réseaux de communication (1,2 %).
L'évolution de l’occupation des sols de la commune et de ses infrastructures peut être observée sur les différentes représentations cartographiques du territoire : la carte de Cassini (XVIIIe siècle), la carte d'état-major (1820-1866) et les cartes ou photos aériennes de l'IGN pour la période actuelle (1950 à aujourd'hui).

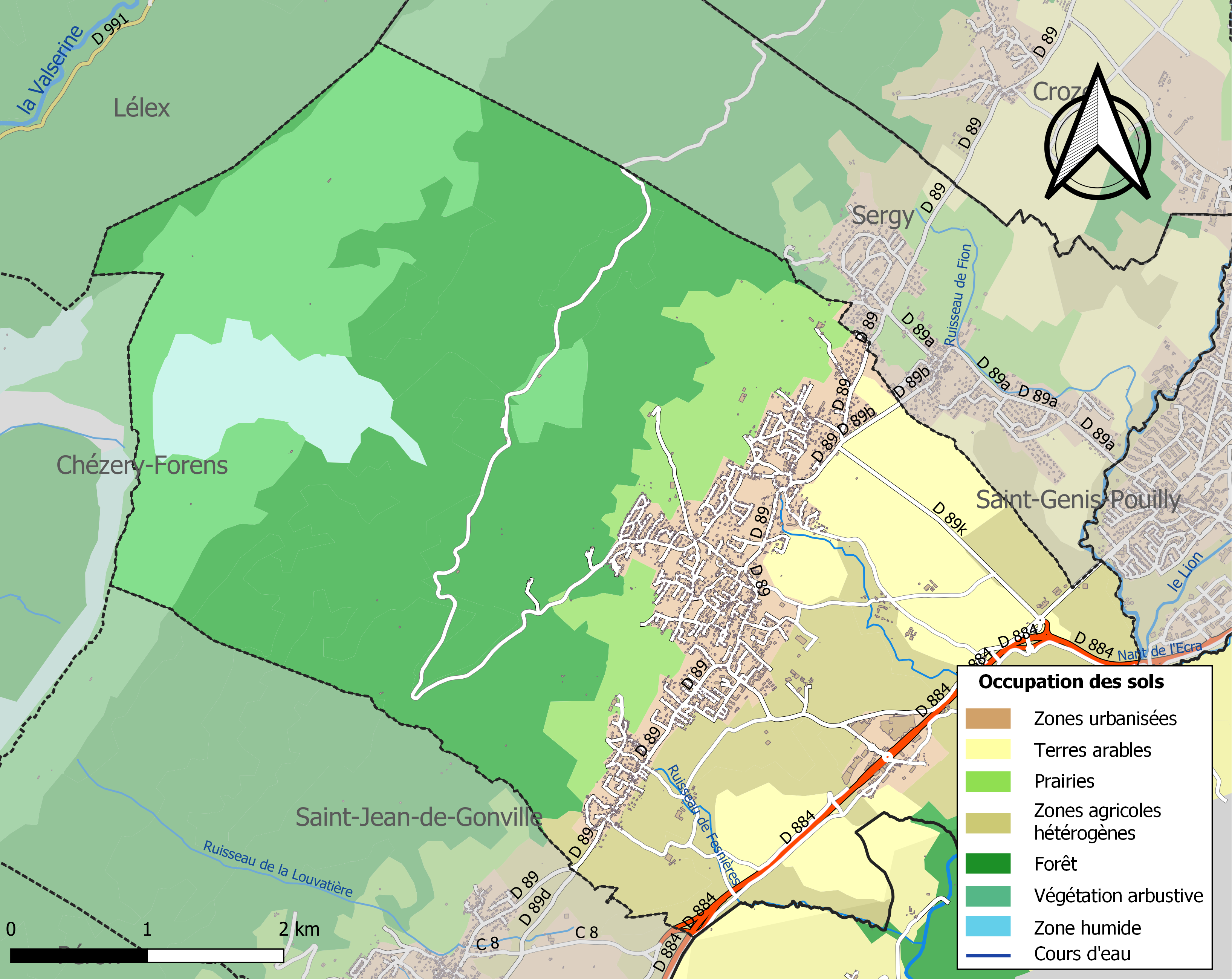
Carte des infrastructures et de l'occupation des sols de la commune en 2018 (CLC).

### Morphologie urbaine
La commune est composée de cinq hameaux ; à son extrémité ouest se situe le hameau de Fenières, puis à l'est celui d'Allemogne, et à son extrémité est le petit hameau de Baizenas, connu dans la région pour ses yaourts, flans et fromages de brebis. Au sud de la commune, le hameau de Gremaz avec sa pisciculture et enfin le hameau de Badian à l'extrémité sud.

### Logement
Le nombre total de logements dans la commune est de 2 848 en 2015. Parmi ces logements, 88,5 % sont des résidences principales, 7,3 % sont des résidences secondaires et 4,2 % sont des logements vacants. Ces logements sont pour une part de 57,6 % des maisons individuelles, 41,7 % sont d'autre part des appartements et enfin seulement 0,7 % sont des logements d'un autre type. Le nombre d'habitants propriétaires de leur logement est de 63,1 %. Ce qui est supérieur à la moyenne nationale qui se monte à près de 55,3 %. En conséquence, le nombre de locataires est de 35 % sur l'ensemble des logements qui est inversement inférieur à la moyenne nationale qui est de 39,8 %. On peut noter également que 1,9 % des habitants de la commune sont des personnes logées gratuitement alors qu'au niveau de l'ensemble de la France le pourcentage est de 2,6 %. Toujours sur l'ensemble des logements de la commune, 1,9 % sont des studios, 11 % sont des logements de deux pièces, 18,3 % en ont trois, 19,6 % des logements disposent de quatre pièces, et 49,2 % des logements ont cinq pièces ou plus.

## Histoire

### Héraldique

Anciennes armes.

| Blason de Thoiry (Ain) | Blason  | Tranché : au premier de gueules à la croix du Reculet cousue de sable, au second d'azur à l'écusson bandé d'argent et de gueules ; à la cotice d'argent brochant sur la partition. |
| Blason de Thoiry (Ain) | Détails | Les anciennes armes se blasonnaient : De gueules à la bande d'argent cotoyée de deux cotices du même.                                                                              |

### Toponymie
Allemogne : Allamognia en 1373. D'un nom de personne germanique Adalmund + suffixe roman -ia.
Thoiry : du nom d'homme latin Taurius, issu du mot latin taurus (« taureau »), avec le suffixe possessif –acum.

### Faits historiques
En 3500 av. J.-C., Thoiry et le pays de Gex ont connu une implantation de la civilisation « lémanique ». Par la suite, en 50 apr. J.-C., les Romains s'installèrent dans le pays de Gex. L'église Saint-Maurice de Thoiry fut construite au VIIe siècle.
Plus tard, après l'occupation genevoise en 1591, le pays de Gex fut rattaché à la France après la signature du traité de Lyon entre Henri IV et le Duc de Savoie le 17 janvier 1601.
Allemogne appartint à la famille de Livron, titrés marquis, puis à Jacques Brisson, titre confirmé en mai 1722, dont les héritiers le vendirent aux Conzié, à nouveau confirmés en 1769. Françoise de Conzié (1744-1813) transmit le château à son mari, Pierre de Buttet de Tresserve (x 1764), membre du Sénat de Savoie, lequel, devenu veuf, le "vendit à une bande noire ; il fut détruit par un incendie le 12 avril 1829".
Les communautés très anciennes de Thoiry, Fenières et Allemogne sont regroupées en une seule commune en 1790. Cependant, les deux hameaux gardent jalousement la gestion de leurs biens jusqu'en 1795, rédigeant chaque année leurs comptes propres. En 1793, Thoiry devient le chef-lieu d'un canton du district de Gex. Celui-ci est supprimé en 1801, et Thoiry est alors rattachée au canton de Collonges.
En 1815, lors du rattachement de Genève à la Suisse consécutif à la chute du Premier Empire, une zone franche est créée de Collonges au col de la Faucille, incluant Thoiry. En 1822, la commune est rattachée au nouveau canton de Ferney-Voltaire. Les écoles de Fenières et de Thoiry ainsi que la mairie de Thoiry sont construites dans la seconde moitié du XIXe siècle. En 1892, la croix du Reculet est érigée le 7 août au mont Reculet sur le Jura à 1 717 mètres d'altitude. La croix fut entièrement portée et assemblée par de simples moyens humains.
Après la Première Guerre mondiale, le 17 novembre 1926, un accord de réconciliation franco-allemande entre Aristide Briand, homme politique et diplomate français (onze fois président du Conseil — l'équivalent du Premier ministre sous la troisième République —, vingt fois ministre, Prix Nobel de la paix en 1926) et Gustav Stresemann, homme politique allemand ayant été chancelier du Reich, a été signé à l'hôtel Léger de Thoiry qui est devenu aujourd'hui une boulangerie.
Pendant la Seconde Guerre mondiale, des résistants ont été fusillés au hameau de Badian.
Quelques années plus tard, en été 1977, sous la direction du maire de l'époque Henri Masson, le chalet de Narderans est restauré grâce à une centaine de bénévoles. Ensuite en 1985, le premier salon des vins voit le jour, il est aujourd'hui très apprécié des Gessiens mais aussi des étrangers comme les Suisses. En 1993, Val-Thoiry, le plus grand centre commercial du pays de Gex voit le jour. Le 28 février de la même année, la réserve naturelle de la haute chaîne du Jura est créée, c'est la troisième de France avec 18 000 hectares. En 2002, le nouveau blason de Thoiry voit le jour.

## Politique et administration

Ancien logo de la municipalité.

### Découpage territorial
La commune de Thoiry est membre de l'intercommunalité Pays de Gex Agglo, un établissement public de coopération intercommunale (EPCI) à fiscalité propre créé le 31 mai 1995 dont le siège est à Gex. Ce dernier est par ailleurs membre d'autres groupements intercommunaux.
Sur le plan administratif, elle est rattachée à l'arrondissement de Gex, au département de l'Ain et à la région Auvergne-Rhône-Alpes. Sur le plan électoral, elle dépend du  canton de Thoiry pour l'élection des conseillers départementaux, depuis le redécoupage cantonal de 2014 entré en vigueur en 2015, et de la troisième circonscription de l'Ain  pour les élections législatives, depuis le dernier découpage électoral de 2010.

### Administration municipale

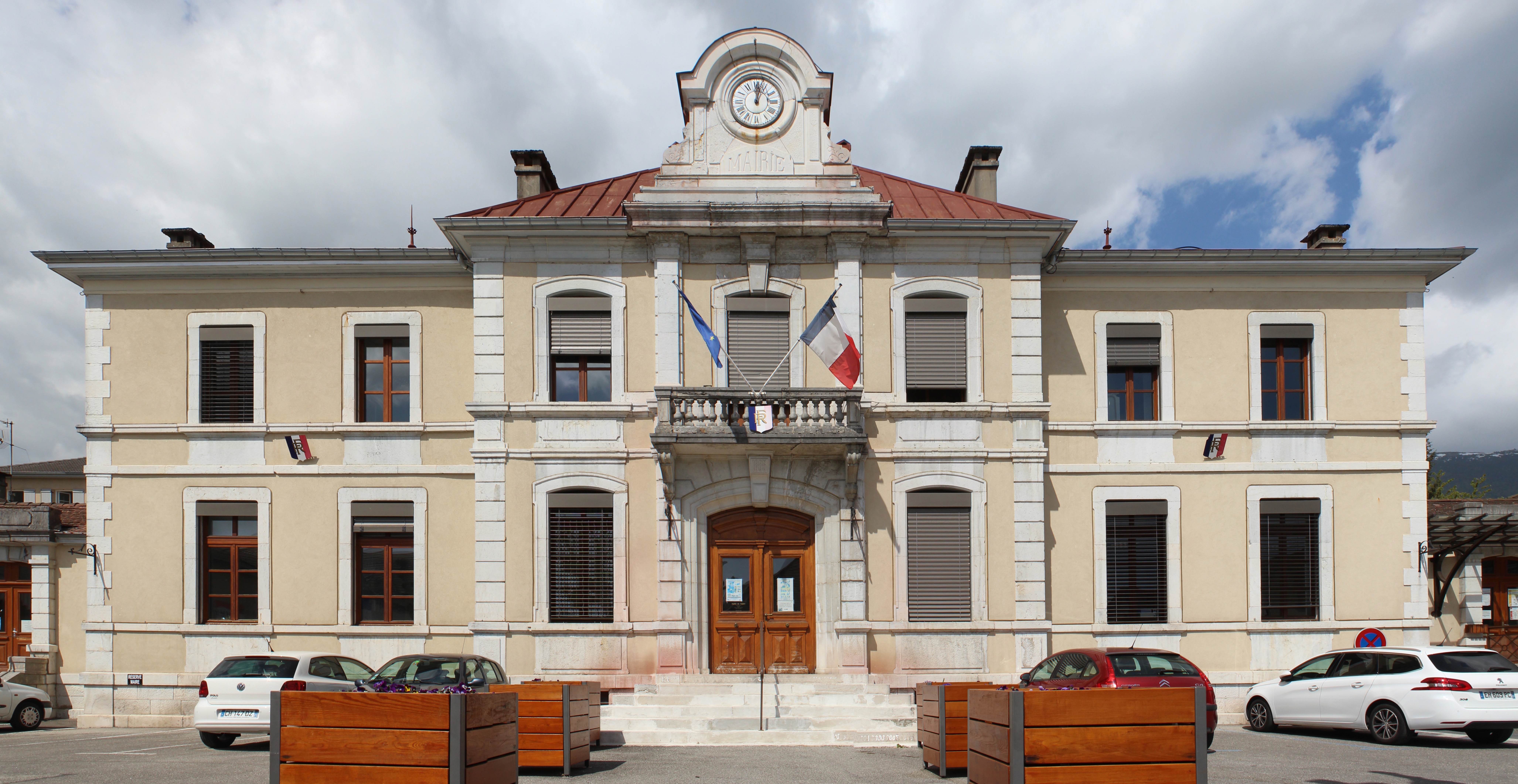
Mairie.

| Période | Période  | Identité         | Étiquette | Qualité                                                    |
| ------- | -------- | ---------------- | --------- | ---------------------------------------------------------- |
| 1995    | 2008     | Jocelyne Boch    | DVD       | Conseillère générale                                       |
| 2008    | 2014     | Gérald Dentinger | DVD       |                                                            |
| 2014    | En cours | Muriel Bénier    | LR        | Commerçante Conseillère départementale du canton de Thoiry |

### Jumelages
| La commune a développé une association de jumelage qui a pour but d'être une source d’enrichissement mutuel, un échange de cultures, d’expériences dans tous les domaines de la vie locale, de traditions, de projets et d’amitiés. Thoiry est jumelée avec : - Pfronten (Allemagne) depuis le 12 décembre 2001. | \| Pfronten Thoiry \| |
| Pfronten Thoiry |                       |

## Population et société

### Démographie
L'évolution du nombre d'habitants est connue à travers les recensements de la population effectués dans la commune depuis 1793. Pour les communes de moins de 10 000 habitants, une enquête de recensement portant sur toute la population est réalisée tous les cinq ans, les populations de référence des années intermédiaires étant quant à elles estimées par interpolation ou extrapolation. Pour la commune, le premier recensement exhaustif entrant dans le cadre du nouveau dispositif a été réalisé en 2008.

En 2022, la commune comptait 6 356 habitants, en évolution de +4,3 % par rapport à 2016 (Ain : +5,15 %, France hors Mayotte : +2,11 %).
| 1793  | 1800  | 1806  | 1821  | 1831  | 1836  | 1841  | 1846  | 1851  |
| ----- | ----- | ----- | ----- | ----- | ----- | ----- | ----- | ----- |
| 1 114 | 1 178 | 1 101 | 1 183 | 1 290 | 1 435 | 1 443 | 1 499 | 1 408 |

| 1856  | 1861  | 1866  | 1872  | 1876  | 1881  | 1886  | 1891  | 1896  |
| ----- | ----- | ----- | ----- | ----- | ----- | ----- | ----- | ----- |
| 1 423 | 1 460 | 1 423 | 1 393 | 1 356 | 1 319 | 1 295 | 1 349 | 1 356 |

| 1901  | 1906  | 1911  | 1921  | 1926  | 1931  | 1936  | 1946 | 1954  |
| ----- | ----- | ----- | ----- | ----- | ----- | ----- | ---- | ----- |
| 1 290 | 1 280 | 1 202 | 1 013 | 1 076 | 1 063 | 1 077 | 987  | 1 091 |

| 1962  | 1968  | 1975  | 1982  | 1990  | 1999  | 2006  | 2008  | 2013  |
| ----- | ----- | ----- | ----- | ----- | ----- | ----- | ----- | ----- |
| 1 130 | 1 438 | 1 859 | 2 112 | 3 015 | 4 063 | 4 746 | 4 938 | 6 006 |

| 2018  | 2022  | - | - | - | - | - | - | - |
| ----- | ----- | - | - | - | - | - | - | - |
| 5 981 | 6 356 | - | - | - | - | - | - | - |

### Enseignement
La commune de Thoiry possède une école maternelle et une école primaire.
Les collèges les plus proches sont situés à Saint-Genis-Pouilly et Péron, et les lycées à Saint-Genis-Pouilly, Ferney-Voltaire et Bellegarde-sur-Valserine.

### Santé
Médecins généralistes et spécialisés sont présents dans le village ainsi qu'un vétérinaire. Également des pharmacies.

### Sports
- AAPPMA (Association Agréée pour la Pêche et la Protection du Milieu Aquatique) de Thoiry
- Avenir Gessien Gymnastique de Thoiry
- Club Gessien d’Education Canine
- DJADAÏ Africa Dance - Danses orientale et africaine, Modern Jazz, cours de gym
- École d’Athlétisme
- Football Sud Gessien
- Football Vétérans Thoiry
- Gym et Danse pour tous
- Karaté DO Pays de Gex - section de Thoiry
- Les Ecuries de Badian
- Moto Cross
- Neige et Montagne
- Tennis-Loisirs de Thoiry
- Thoiry Pétanque
- Club d'Echecs de Thoiry
- Société de Chasse de Thoiry

### Personnalités liées à la commune
- Jean-Pierre Girod de Thoiry (1732-1823), homme politique né et décédé à Thoiry, député du bailliage de Gex aux états généraux de 1789, député de l'Ain au Conseil des Cinq-Cents.
- Jean-Baptiste Girod (1764-1848), homme politique né et décédé à Thoiry, député de l'Ain de 1791 à 1792, maire de Thoiry en 1794, .
- Fons Rademakers (1920-2007), cinéaste néerlandais qui s'est établi à Thoiry à la fin de sa vie.
- Jacques Benoit-Gonnin (1952-), né à Thoiry, évêque de Beauvais, Noyon et Senlis.
- Erik Truffaz (1960-), trompettiste de jazz né en Suisse. Il a fait ses débuts dans la fanfare locale, l’Écho du Reculet.

## Économie

### Commerce
- Le centre commercial Val Thoiry comporte plus d'une soixantaine de boutiques ainsi que différents services et lieux de restauration.
- Il y a également d'autres commerces dans le centre du village, tels que des fleuristes, boulangeries, épiceries et bureaux de presse.

## Culture et patrimoine

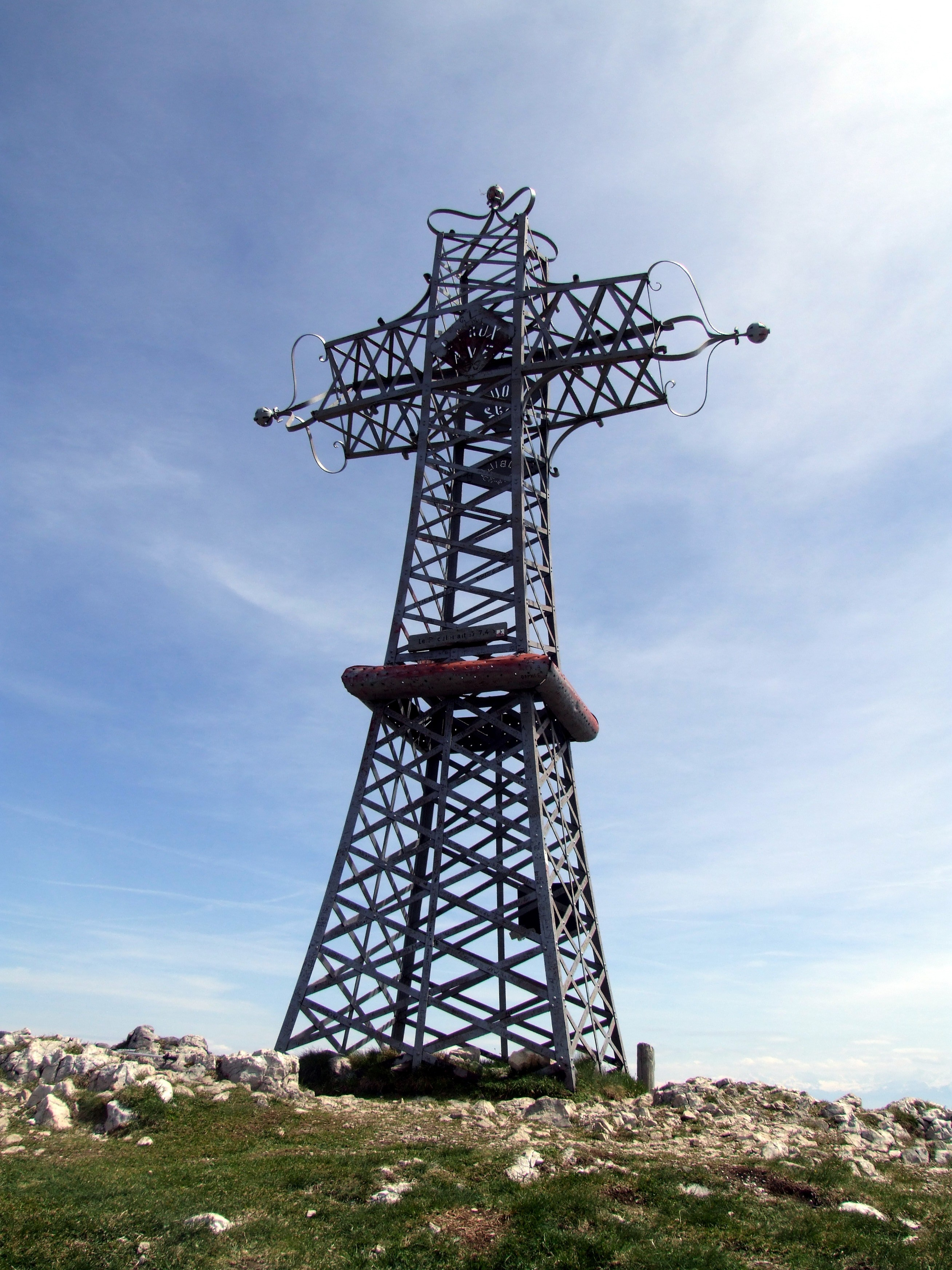
La Croix du Reculet.

### Lieux et monuments

#### Monuments préhistoriques mégalithiques
On rencense sur le territoire de la commune plusieurs mégalithes de type menhir,.

#### Monuments laïques
- Le monument aux morts

#### Monuments religieux
- L'église Saint-Maurice de Thoiry datant du XIIe siècle.
- Chapelle Sainte-Marie d'Allemogne.

### Patrimoine naturel
- Le sommet du Reculet

### Espaces verts et fleurissement
En 2014, la commune de Thoiry bénéficie du label « ville fleurie » avec « 3 fleurs » attribuées par le Conseil national des villes et villages fleuris de France au concours des villes et villages fleuris.

### Gastronomie
Comme restaurant principal on peut compter le buffet Seazen Buffet se trouve à la Rue de l’Industrie. Il propose principalement de la cuisine asiatique mais aussi de la cuisine du monde.